# Jaworowa
Jaworowa is een plaats in het Poolse district  Pruszkowski, woiwodschap Mazovië. De plaats maakt deel uit van de gemeente Raszyn en telt 750 inwoners.